# 阮福芳蓮

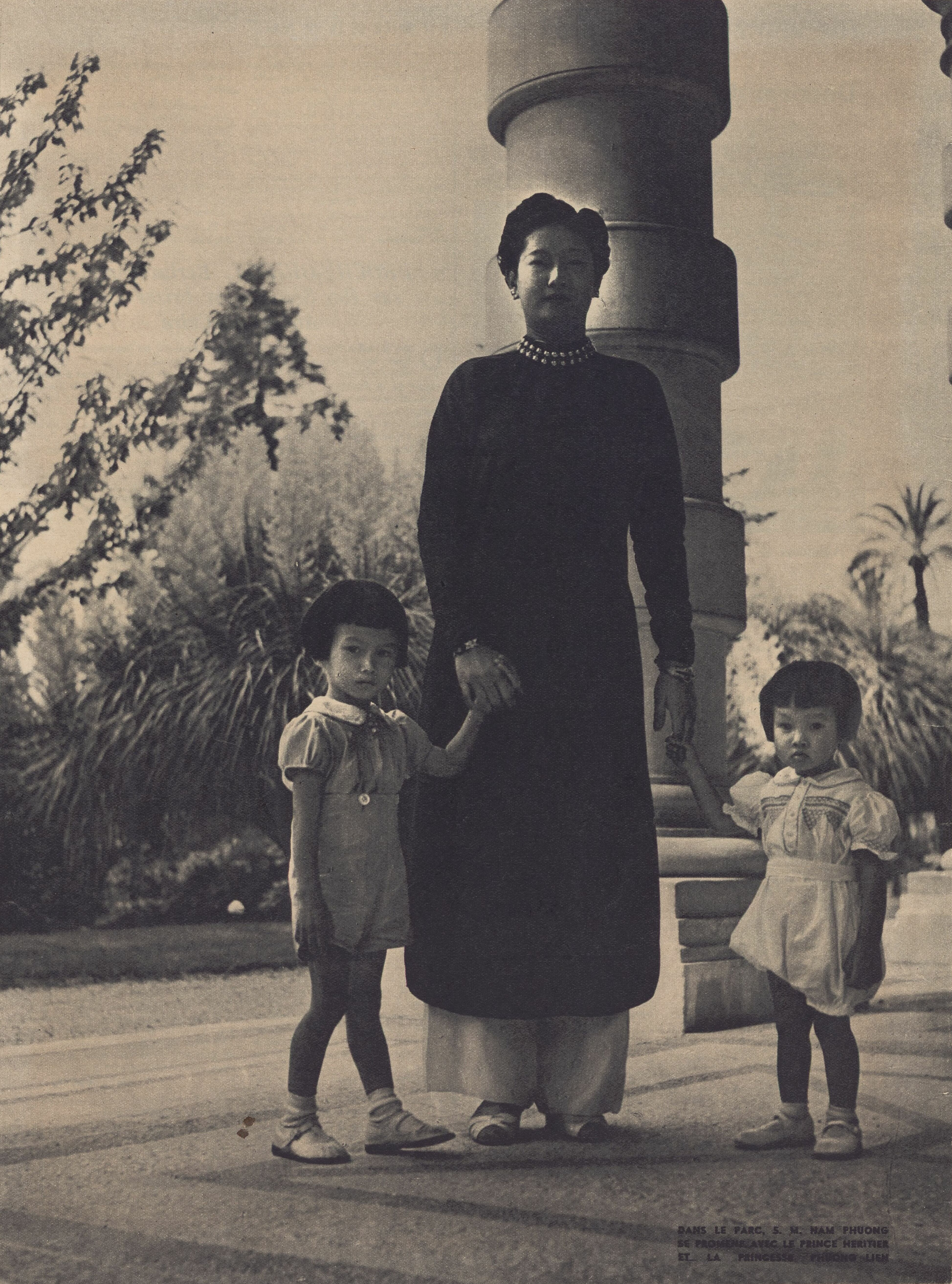
南芳皇后與阮福保隆和阮福芳蓮

阮福芳蓮（1938年11月2日—）是越南阮朝末代皇帝保大帝和他的元配妻子南芳皇后所生的嫡次女，通稱公主芳蓮 。
1938年11月2日，芳莲出生。1962年，24岁的阮福芳莲在法国沙布里尼亚克（Chabrignac）嫁给法国银行家伯納德·蘇蘭（Bernard Soulain）。